# Castillo de Almourol
El castillo de Almourol se sitúa en Vila Nova da Barquinha, Portugal, levantado en un islote en medio del río Tajo.
Los orígenes de la ocupación de este lugar son muy antiguos y enigmáticos, pero la verdad es que en 1129, fecha de la conquista de este lugar a los musulmanes por las tropas cristianas de D. Afonso Henriques, ya existían las ruinas de una fortaleza romana que recibían el nombre de Almorolan. Entre 1169 y 1171, aprovechándolas, fue construido el castillo por orden del maestre de la Orden del Temple Gualdim Pais. Sirvió para controlar el tráfico de mercancías, utilizando el río Tajo como aduana entre norte y sur.
En el siglo XX el castillo fue adaptado para ser residencia oficial de la República Portuguesa. Como tal fue escenario de importantes eventos del Estado Novo. El proceso reinventivo, iniciado un siglo antes, fue definitivamente consumado por esta intervención de los años 1940 y 1950, consumando la fascinación que Almourol provocó a lo largo del romanticismo cultural y político portugués.
En él se desarrollan las aventuras ficticias de la novela de caballerías Palmerín de Inglaterra.